# Gabdulla Tukaj
Gabdulla Tukaj (tatár átírásban Ğabdulla Tuqay – teljes nevén Ğabdulla Möxämmätğärif ulı Tuqayıv, arab-tatár írással عبدالله توقاي, cirill tatár írással Габдулла Тукай, Габдулла Мөхәммәтгариф улы Тукаев, jaŋalif írással Ƣabdulla Tuqaj, orosz Габдулла Тукай, Габдулла Мухаммедгарифович) (1886. április 26. (régi naptár április 14.) – 1913. április 15. (régi naptár április 2.)) a legismertebb tatár költő. a modern tatár irodalom és irodalmi nyelv megteremtője.

## Családja és gyermekkora
Ğabdulla Tuqay Quşlawıç (Кушлавыч, oroszul Кошлауч) faluban született, a Kazáni Kormányzóságban, az Orosz Birodalomban (ma: Tatárföld, Oroszország), Arszk városa mellett. Apja, Möxämmätğärif Möxämmätğälim ulı Tuqayıv, 1864-től molla volt. 1885-ben meghalt a felesége, egy fiút és egy lány hagyva rá. Ekkor Möxämmätğärif másodjára is megnősült, elvette Mämdüdät, Zinnätulla Zäynepbäşir ulı molla lányát. Augusztus 29-én Möxämmätğärif meghalt, Ğabdulla akkor 5 hónapos volt. Hamarosan Ğabdulla nagyapja is eltávozott és Mämdüdä visszaköltözött az apjához és hozzáment a szanai mollához. 
A kis Ğabdulla egy ideig egy szülőfalujából származó nővel élt, mielőtt mostohaapja befogadta őt. Ğabdulla viszonylag boldog gyerekkora nem tartott sokáig: 1890. január 18-án az anyja is meghalt. Ekkor szegény nagyapjához, Zinnätullához került. Majd Kazánba küldték egy kocsissal. Ott a kocsis egy piacra vitte, remélve, hogy valaki majd csak magáhot veszi a kisgyereket. Egy Möxämmätwäli nevű tímár és a felesége vette magához. 1892-ben, mikor mindkét új szülője megbetegedett, visszakerült nagyapjához. Ekkor nagyapja ismét elküldte őt. Ekkor került a Säğdi családhoz. Medreszébe (vallási iskolába) kezdett járni, életében először. Saját szavaival élve, a megvilágosodása egy kis faluban kezdődött.
1895 őszén, a tatár Ğosmanov-kereskedők Uralszkban éltek (ma: Kazahsztán). Elhatározták, hogy örökbefogadják őt, a távoli rokonukat, mivel a saját gyerekük meghalt. Ğäliäsğar Ğosmanov és felesége, Ğäzizä, Ğabdulla nagynénje, megkért egy quşlawıçi földművest, hogy kísérje el őt hozzájuk. Ott egy másik medreszébe kezdett járni. Ezzel együtt, 1896-tól egy orosz iskolába is kezdett járni. Ekkor ismerte meg az orosz irodalmat és a világot. Elkezdett írni. 1899-ben Puskin évfordulója széles körben volt ünnepelve Uralszkban, ekkor Ğabdullát nagyon érdekelte már az orosz irodalom, főleg Puskin. Ğosmanov megpróbálta a fiút a saját szakmája felé terelni, de Ğabdullát nem érdekelte a kereskedelem. 1900. július 30-án "gyomorbetegségben" hunyt el. Ekkor önként ment vissza a medreszébe, közös szobában lakott, majd 2 évvel később a khujrában, a saját szobájában. Önmagát szorgalmas tanulónak tartotta, tíz éve tanult, de szegény volt.
1902-ben nagyon megváltozott a természete. Nem érdekelte többé a Korán, kritizálta azt. Tanított a medreszében. Nem törődött a hajával, sört ivott, és még dohányzott is. És nagyon érdekelte a költészet.

## Irodalmi élete

### Az uralszi évek
Már a korai medreszei évek alatt érdeklődött a költészet iránt. Megkérte diáktársait, akik különböző területekről jöttek, hogy gyűjtsenek neki helyi dalokat, meséket. A medreszében megismerkedett az arab, a perzsa és a török költészettel. 1900-ban egy híres költő, Mirxäydär Çulpaní látogatta meg a medreszét. Ğabdulla találkozott vele. Ő volt az első költő, aki hatott rá. elegáns stílusban írt, arab és perzsa jövevényszavakkal teletűzdelt régi tatár nyelven. 1902-1903 táján a keleti költészeti hagyományok ragadták meg.
Egy fiatal tanító (Motíğí) egy kézzel írt újságot kezdett írni, a Mäğärifot , melybe Tukaj versei is bekerültek. Az első ódái, a medresze termései. 1904-ben ugyanaz, aki ezt az újságot alapította, egy kiadót is létrehozott, Ğabdulla titkár lett ott, emellett tanított is a medreszében.
1907. január 6-án elhagyta a medreszét, és az Uqlar nevű újságnál helyezkedett el. ebbe az időszakban mintegy 50 verset, 40 cikket írt, áttért a tiszta tatár nyelvre, a beszélt nyelvet használta. Hatott rá Puskin egyik verse, erre megírta első eposzát, egy tatár szörnyről (a Şüräléról). Motíğí egy új újságot szeretett volna alapítani, de Ğabdulla már nagyon ismert volt a tatár közösségben, hogy Kazánban ajánlottak neki állást.

### Kazáni időszak

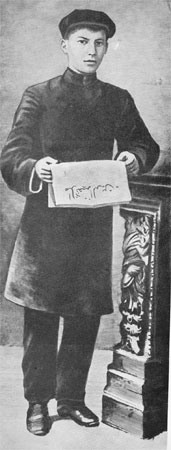
Ğabdulla 1907-ben

Miután megérkezett Kazánba, megszállt a Bolğar szállodában és találkozott a tatár értelmiséggel. Az Äl-İslax magazin egyik vezető munkatársa lett. Az újságnak kis költségvetése volt, ezért a Kitap kiadónál is dolgozott. Folytatta az önképzést, elkezdett németül tanulni. 1907-08-ban mintegy 60 verset és 20 cikket írt.
Keveset tudunk a magánéletéről. Elkerülte a környezetében lévő nőket. Fiatal korában szerelmes volt egy Zäytünä Mäwlüdova nevű lányba. Néhány versét neki címezte. Később nem foglalkozott ezzel a kapcsolattal, kisebbrendűségi komplexusra hivatkozva.

### Az 1909-1910-es krízis
Az 1909-1910-es években depressziós, de produktív lett. Majd száz verset publikált, két mesét, egy önéletrajzot, és egy cikket a tatár népszokásokról. Ezekben az években lett elkötelezett balos, ellentmondva az eddigi életének. Az újságok, ahol dolgozott, becsődöltek. Pénzügyi problémái adódtak, már az öngyilkosság gondolata is felmerült benne, mígnem 1910 márciusában csatlakozott az új újsághoz, a Yal-Yolthoz.

### Az ufai, szentpétervári és a troicki időszak
1911 őszén elhagyta Kazanyt és Asztrahányba ment. Ott találkozott Rämiev vel, és kibékültek. Három héttel később egy kalmük faluba ment és ottmaradt. 1911-ben éhség tört ki a volgai-uráli területen, Ğabdulla elkapta a maláriát, és még a szállodai szobája is fűtetlen volt. 1912 áprilisban ismét útrakelt. Először Ufába, majd Szentpétervárra utazott. Ott találkozott a helyi tatár közösséggel, és megvizsgálta egy orvos is. Svájcba kellett volna utaznia gyógykezelés céljából, de ehelyett visszatért Ufába, majd Troickba ment. 1912 júliusáig maradt ott, a kazah nomádok között, kumiszterápiát tartva.

### Halála

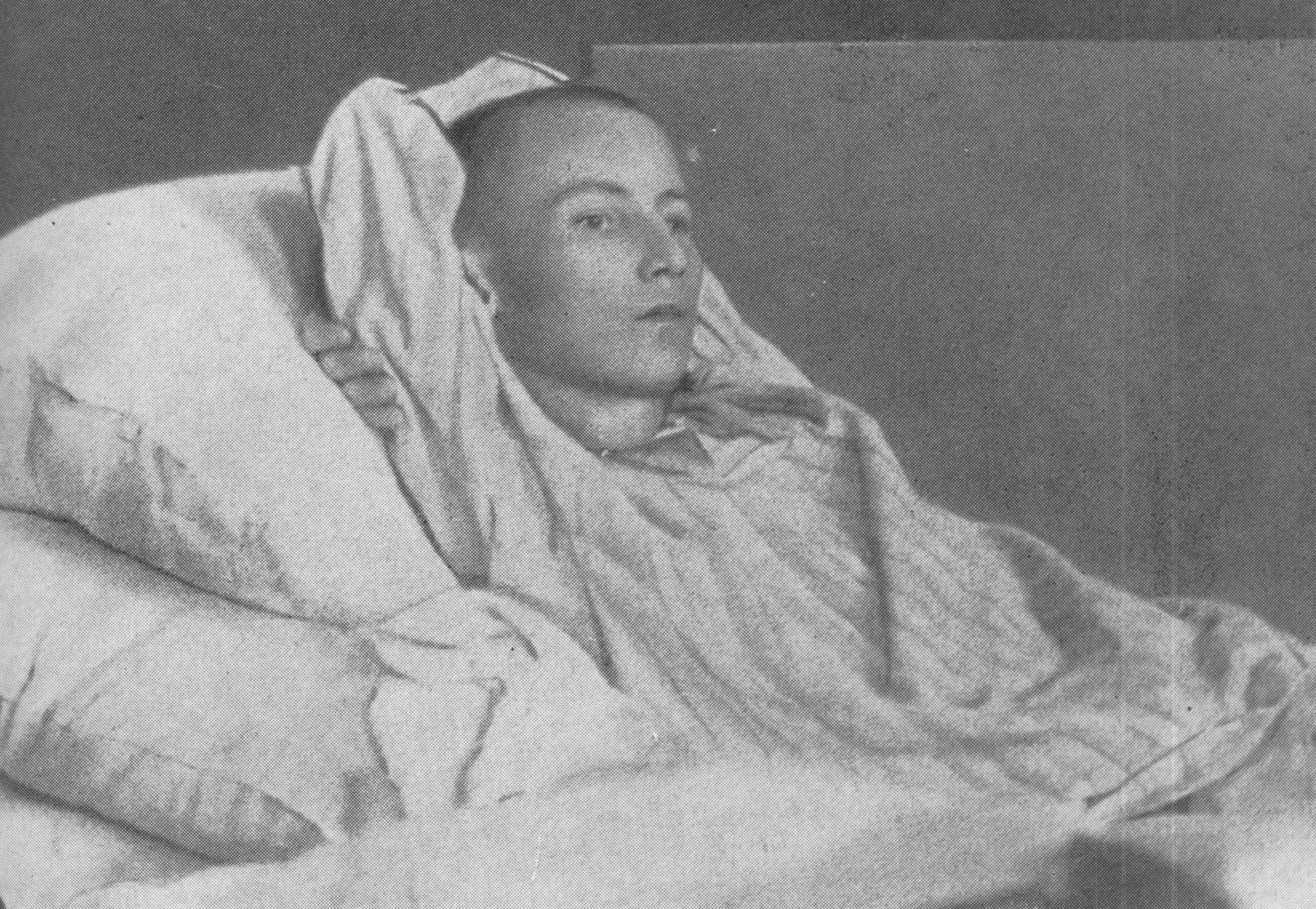
Ğabdulla a kórházban

Élete utolsó évének elején optimista volt. Újra megjelentek a forradalmi rózsák és a társadalmi kérdések a költészetében. 1912 őszén adta ki az utolsó könyvét, majd egészségi állapota rosszabbra fordult. 1913. február 26-án kórházba került, tuberkulózissal. A kórházból is küldözgette az írásait, költeményeit magazinoknak. Április 15-én, 27 évesen, elhunyt.